# Steinbrechartige
Die Steinbrechartigen (Saxifragales) sind eine Ordnung der Bedecktsamigen Pflanzen (Magnoliopsida). Der Name geht auf die Gattung Steinbrech zurück.

## Beschreibung
Da diese Ordnung molekulargenetisch zusammengehörende Familien zusammenfasst, gibt es nur wenige morphologische Gemeinsamkeiten.
In dieser Ordnung gibt es eine breite Vielfalt an Wuchsformen von einjährigen über ausdauernde krautige Pflanzen bis zu Sträuchern und Bäumen. Einige Arten sind Sukkulenten. Zwei Arten sind Wurzelparasiten. Auch einige Wasserpflanzen gibt es. Meist sind die Laubblätter wechselständig. Nebenblätter sind oft vorhanden, jedoch beispielsweise nicht bei den Crassulaceae. 
Die Blüten sind meist fünfzählig. Die Blütenhüllblätter sind deutlich in Kelch- und Kronblätter differenziert. Die Fruchtblätter sind primär frei (z. B. Crassulaceae) mit Tendenz zur Verwachsung – coenocarper Fruchtknoten (z. B. Saxifragaceae). Oft sind die Fruchtknoten halb- bis vollständig unterständig. Die Pollenkörner besitzen oft eine gerillte Oberfläche.

## Systematik
Die Steinbrechartigen (Saxifragales) sind ein Subtaxon der Kerneudikotyledonen. Innerhalb der Kerneudikotyledonen bilden sie die Schwestergruppe der Rosiden. Zu den Saxifragales werden folgende Familien gezählt:
- Altingiaceae
- Aphanopetalaceae
- Kuchenbaumgewächse (Cercidiphyllaceae)
- Dickblattgewächse (Crassulaceae)
- Daphniphyllaceae
- Stachelbeergewächse (Grossulariaceae)
- Tausendblattgewächse (Haloragaceae)
- Zaubernussgewächse (Hamamelidaceae)
- Iteaceae, inklusive Pterostemonaceae
- Pfingstrosengewächse (Paeoniaceae)
- Penthoraceae
- Peridiscaceae, inklusive Medusandraceae und Soyauxia
- Steinbrechgewächse (Saxifragaceae)
- Tetracarpaeaceae

Kladogramm nach der APWebsite:
|  | Hamamelidaceae                                                         |
|  |                                                                        |
|  | \| \| Cercidiphyllaceae \| \| \| \| \| \| Daphniphyllaceae \| \| \| \| |
|  |                                                                        |
|  | Cercidiphyllaceae                                                      |
|  |                                                                        |
|  | Daphniphyllaceae                                                       |
|  |                                                                        |

|  | Cercidiphyllaceae |
|  |                   |
|  | Daphniphyllaceae  |
|  |                   |

|  | Hamamelidaceae                                                         |
|  |                                                                        |
|  | \| \| Cercidiphyllaceae \| \| \| \| \| \| Daphniphyllaceae \| \| \| \| |
|  |                                                                        |
|  | Cercidiphyllaceae                                                      |
|  |                                                                        |
|  | Daphniphyllaceae                                                       |
|  |                                                                        |

|  | Cercidiphyllaceae |
|  |                   |
|  | Daphniphyllaceae  |
|  |                   |

|  | Hamamelidaceae                                                         |
|  |                                                                        |
|  | \| \| Cercidiphyllaceae \| \| \| \| \| \| Daphniphyllaceae \| \| \| \| |
|  |                                                                        |
|  | Cercidiphyllaceae                                                      |
|  |                                                                        |
|  | Daphniphyllaceae                                                       |
|  |                                                                        |

|  | Cercidiphyllaceae |
|  |                   |
|  | Daphniphyllaceae  |
|  |                   |

|  | Hamamelidaceae                                                         |
|  |                                                                        |
|  | \| \| Cercidiphyllaceae \| \| \| \| \| \| Daphniphyllaceae \| \| \| \| |
|  |                                                                        |
|  | Cercidiphyllaceae                                                      |
|  |                                                                        |
|  | Daphniphyllaceae                                                       |
|  |                                                                        |

|  | Cercidiphyllaceae |
|  |                   |
|  | Daphniphyllaceae  |
|  |                   |

|  | Tetracarpaeaceae                                              |
|  |                                                               |
|  | \| \| Penthoraceae \| \| \| \| \| \| Haloragaceae \| \| \| \| |
|  |                                                               |
|  | Penthoraceae                                                  |
|  |                                                               |
|  | Haloragaceae                                                  |
|  |                                                               |

|  | Penthoraceae |
|  |              |
|  | Haloragaceae |
|  |              |

|  | Tetracarpaeaceae                                              |
|  |                                                               |
|  | \| \| Penthoraceae \| \| \| \| \| \| Haloragaceae \| \| \| \| |
|  |                                                               |
|  | Penthoraceae                                                  |
|  |                                                               |
|  | Haloragaceae                                                  |
|  |                                                               |

|  | Penthoraceae |
|  |              |
|  | Haloragaceae |
|  |              |

|  | Tetracarpaeaceae                                              |
|  |                                                               |
|  | \| \| Penthoraceae \| \| \| \| \| \| Haloragaceae \| \| \| \| |
|  |                                                               |
|  | Penthoraceae                                                  |
|  |                                                               |
|  | Haloragaceae                                                  |
|  |                                                               |

|  | Penthoraceae |
|  |              |
|  | Haloragaceae |
|  |              |

|  | Tetracarpaeaceae                                              |
|  |                                                               |
|  | \| \| Penthoraceae \| \| \| \| \| \| Haloragaceae \| \| \| \| |
|  |                                                               |
|  | Penthoraceae                                                  |
|  |                                                               |
|  | Haloragaceae                                                  |
|  |                                                               |

|  | Penthoraceae |
|  |              |
|  | Haloragaceae |
|  |              |

|  | Pterostemonaceae |
|  |                  |
|  | Iteaceae         |
|  |                  |

|  | Grossulariaceae |
|  |                 |
|  | Saxifragaceae   |
|  |                 |

|  | Pterostemonaceae |
|  |                  |
|  | Iteaceae         |
|  |                  |

|  | Grossulariaceae |
|  |                 |
|  | Saxifragaceae   |
|  |                 |

|  | Tetracarpaeaceae                                              |
|  |                                                               |
|  | \| \| Penthoraceae \| \| \| \| \| \| Haloragaceae \| \| \| \| |
|  |                                                               |
|  | Penthoraceae                                                  |
|  |                                                               |
|  | Haloragaceae                                                  |
|  |                                                               |

|  | Penthoraceae |
|  |              |
|  | Haloragaceae |
|  |              |

|  | Tetracarpaeaceae                                              |
|  |                                                               |
|  | \| \| Penthoraceae \| \| \| \| \| \| Haloragaceae \| \| \| \| |
|  |                                                               |
|  | Penthoraceae                                                  |
|  |                                                               |
|  | Haloragaceae                                                  |
|  |                                                               |

|  | Penthoraceae |
|  |              |
|  | Haloragaceae |
|  |              |

|  | Tetracarpaeaceae                                              |
|  |                                                               |
|  | \| \| Penthoraceae \| \| \| \| \| \| Haloragaceae \| \| \| \| |
|  |                                                               |
|  | Penthoraceae                                                  |
|  |                                                               |
|  | Haloragaceae                                                  |
|  |                                                               |

|  | Penthoraceae |
|  |              |
|  | Haloragaceae |
|  |              |

|  | Tetracarpaeaceae                                              |
|  |                                                               |
|  | \| \| Penthoraceae \| \| \| \| \| \| Haloragaceae \| \| \| \| |
|  |                                                               |
|  | Penthoraceae                                                  |
|  |                                                               |
|  | Haloragaceae                                                  |
|  |                                                               |

|  | Penthoraceae |
|  |              |
|  | Haloragaceae |
|  |              |

|  | Pterostemonaceae |
|  |                  |
|  | Iteaceae         |
|  |                  |

|  | Grossulariaceae |
|  |                 |
|  | Saxifragaceae   |
|  |                 |

|  | Pterostemonaceae |
|  |                  |
|  | Iteaceae         |
|  |                  |

|  | Grossulariaceae |
|  |                 |
|  | Saxifragaceae   |
|  |                 |

|  | Hamamelidaceae                                                         |
|  |                                                                        |
|  | \| \| Cercidiphyllaceae \| \| \| \| \| \| Daphniphyllaceae \| \| \| \| |
|  |                                                                        |
|  | Cercidiphyllaceae                                                      |
|  |                                                                        |
|  | Daphniphyllaceae                                                       |
|  |                                                                        |

|  | Cercidiphyllaceae |
|  |                   |
|  | Daphniphyllaceae  |
|  |                   |

|  | Hamamelidaceae                                                         |
|  |                                                                        |
|  | \| \| Cercidiphyllaceae \| \| \| \| \| \| Daphniphyllaceae \| \| \| \| |
|  |                                                                        |
|  | Cercidiphyllaceae                                                      |
|  |                                                                        |
|  | Daphniphyllaceae                                                       |
|  |                                                                        |

|  | Cercidiphyllaceae |
|  |                   |
|  | Daphniphyllaceae  |
|  |                   |

|  | Hamamelidaceae                                                         |
|  |                                                                        |
|  | \| \| Cercidiphyllaceae \| \| \| \| \| \| Daphniphyllaceae \| \| \| \| |
|  |                                                                        |
|  | Cercidiphyllaceae                                                      |
|  |                                                                        |
|  | Daphniphyllaceae                                                       |
|  |                                                                        |

|  | Cercidiphyllaceae |
|  |                   |
|  | Daphniphyllaceae  |
|  |                   |

|  | Hamamelidaceae                                                         |
|  |                                                                        |
|  | \| \| Cercidiphyllaceae \| \| \| \| \| \| Daphniphyllaceae \| \| \| \| |
|  |                                                                        |
|  | Cercidiphyllaceae                                                      |
|  |                                                                        |
|  | Daphniphyllaceae                                                       |
|  |                                                                        |

|  | Cercidiphyllaceae |
|  |                   |
|  | Daphniphyllaceae  |
|  |                   |

|  | Tetracarpaeaceae                                              |
|  |                                                               |
|  | \| \| Penthoraceae \| \| \| \| \| \| Haloragaceae \| \| \| \| |
|  |                                                               |
|  | Penthoraceae                                                  |
|  |                                                               |
|  | Haloragaceae                                                  |
|  |                                                               |

|  | Penthoraceae |
|  |              |
|  | Haloragaceae |
|  |              |

|  | Tetracarpaeaceae                                              |
|  |                                                               |
|  | \| \| Penthoraceae \| \| \| \| \| \| Haloragaceae \| \| \| \| |
|  |                                                               |
|  | Penthoraceae                                                  |
|  |                                                               |
|  | Haloragaceae                                                  |
|  |                                                               |

|  | Penthoraceae |
|  |              |
|  | Haloragaceae |
|  |              |

|  | Tetracarpaeaceae                                              |
|  |                                                               |
|  | \| \| Penthoraceae \| \| \| \| \| \| Haloragaceae \| \| \| \| |
|  |                                                               |
|  | Penthoraceae                                                  |
|  |                                                               |
|  | Haloragaceae                                                  |
|  |                                                               |

|  | Penthoraceae |
|  |              |
|  | Haloragaceae |
|  |              |

|  | Tetracarpaeaceae                                              |
|  |                                                               |
|  | \| \| Penthoraceae \| \| \| \| \| \| Haloragaceae \| \| \| \| |
|  |                                                               |
|  | Penthoraceae                                                  |
|  |                                                               |
|  | Haloragaceae                                                  |
|  |                                                               |

|  | Penthoraceae |
|  |              |
|  | Haloragaceae |
|  |              |

|  | Pterostemonaceae |
|  |                  |
|  | Iteaceae         |
|  |                  |

|  | Grossulariaceae |
|  |                 |
|  | Saxifragaceae   |
|  |                 |

|  | Pterostemonaceae |
|  |                  |
|  | Iteaceae         |
|  |                  |

|  | Grossulariaceae |
|  |                 |
|  | Saxifragaceae   |
|  |                 |

|  | Tetracarpaeaceae                                              |
|  |                                                               |
|  | \| \| Penthoraceae \| \| \| \| \| \| Haloragaceae \| \| \| \| |
|  |                                                               |
|  | Penthoraceae                                                  |
|  |                                                               |
|  | Haloragaceae                                                  |
|  |                                                               |

|  | Penthoraceae |
|  |              |
|  | Haloragaceae |
|  |              |

|  | Tetracarpaeaceae                                              |
|  |                                                               |
|  | \| \| Penthoraceae \| \| \| \| \| \| Haloragaceae \| \| \| \| |
|  |                                                               |
|  | Penthoraceae                                                  |
|  |                                                               |
|  | Haloragaceae                                                  |
|  |                                                               |

|  | Penthoraceae |
|  |              |
|  | Haloragaceae |
|  |              |

|  | Tetracarpaeaceae                                              |
|  |                                                               |
|  | \| \| Penthoraceae \| \| \| \| \| \| Haloragaceae \| \| \| \| |
|  |                                                               |
|  | Penthoraceae                                                  |
|  |                                                               |
|  | Haloragaceae                                                  |
|  |                                                               |

|  | Penthoraceae |
|  |              |
|  | Haloragaceae |
|  |              |

|  | Tetracarpaeaceae                                              |
|  |                                                               |
|  | \| \| Penthoraceae \| \| \| \| \| \| Haloragaceae \| \| \| \| |
|  |                                                               |
|  | Penthoraceae                                                  |
|  |                                                               |
|  | Haloragaceae                                                  |
|  |                                                               |

|  | Penthoraceae |
|  |              |
|  | Haloragaceae |
|  |              |

|  | Pterostemonaceae |
|  |                  |
|  | Iteaceae         |
|  |                  |

|  | Grossulariaceae |
|  |                 |
|  | Saxifragaceae   |
|  |                 |

|  | Pterostemonaceae |
|  |                  |
|  | Iteaceae         |
|  |                  |

|  | Grossulariaceae |
|  |                 |
|  | Saxifragaceae   |
|  |                 |

|  | Hamamelidaceae                                                         |
|  |                                                                        |
|  | \| \| Cercidiphyllaceae \| \| \| \| \| \| Daphniphyllaceae \| \| \| \| |
|  |                                                                        |
|  | Cercidiphyllaceae                                                      |
|  |                                                                        |
|  | Daphniphyllaceae                                                       |
|  |                                                                        |

|  | Cercidiphyllaceae |
|  |                   |
|  | Daphniphyllaceae  |
|  |                   |

|  | Hamamelidaceae                                                         |
|  |                                                                        |
|  | \| \| Cercidiphyllaceae \| \| \| \| \| \| Daphniphyllaceae \| \| \| \| |
|  |                                                                        |
|  | Cercidiphyllaceae                                                      |
|  |                                                                        |
|  | Daphniphyllaceae                                                       |
|  |                                                                        |

|  | Cercidiphyllaceae |
|  |                   |
|  | Daphniphyllaceae  |
|  |                   |

|  | Hamamelidaceae                                                         |
|  |                                                                        |
|  | \| \| Cercidiphyllaceae \| \| \| \| \| \| Daphniphyllaceae \| \| \| \| |
|  |                                                                        |
|  | Cercidiphyllaceae                                                      |
|  |                                                                        |
|  | Daphniphyllaceae                                                       |
|  |                                                                        |

|  | Cercidiphyllaceae |
|  |                   |
|  | Daphniphyllaceae  |
|  |                   |

|  | Hamamelidaceae                                                         |
|  |                                                                        |
|  | \| \| Cercidiphyllaceae \| \| \| \| \| \| Daphniphyllaceae \| \| \| \| |
|  |                                                                        |
|  | Cercidiphyllaceae                                                      |
|  |                                                                        |
|  | Daphniphyllaceae                                                       |
|  |                                                                        |

|  | Cercidiphyllaceae |
|  |                   |
|  | Daphniphyllaceae  |
|  |                   |

|  | Tetracarpaeaceae                                              |
|  |                                                               |
|  | \| \| Penthoraceae \| \| \| \| \| \| Haloragaceae \| \| \| \| |
|  |                                                               |
|  | Penthoraceae                                                  |
|  |                                                               |
|  | Haloragaceae                                                  |
|  |                                                               |

|  | Penthoraceae |
|  |              |
|  | Haloragaceae |
|  |              |

|  | Tetracarpaeaceae                                              |
|  |                                                               |
|  | \| \| Penthoraceae \| \| \| \| \| \| Haloragaceae \| \| \| \| |
|  |                                                               |
|  | Penthoraceae                                                  |
|  |                                                               |
|  | Haloragaceae                                                  |
|  |                                                               |

|  | Penthoraceae |
|  |              |
|  | Haloragaceae |
|  |              |

|  | Tetracarpaeaceae                                              |
|  |                                                               |
|  | \| \| Penthoraceae \| \| \| \| \| \| Haloragaceae \| \| \| \| |
|  |                                                               |
|  | Penthoraceae                                                  |
|  |                                                               |
|  | Haloragaceae                                                  |
|  |                                                               |

|  | Penthoraceae |
|  |              |
|  | Haloragaceae |
|  |              |

|  | Tetracarpaeaceae                                              |
|  |                                                               |
|  | \| \| Penthoraceae \| \| \| \| \| \| Haloragaceae \| \| \| \| |
|  |                                                               |
|  | Penthoraceae                                                  |
|  |                                                               |
|  | Haloragaceae                                                  |
|  |                                                               |

|  | Penthoraceae |
|  |              |
|  | Haloragaceae |
|  |              |

|  | Pterostemonaceae |
|  |                  |
|  | Iteaceae         |
|  |                  |

|  | Grossulariaceae |
|  |                 |
|  | Saxifragaceae   |
|  |                 |

|  | Pterostemonaceae |
|  |                  |
|  | Iteaceae         |
|  |                  |

|  | Grossulariaceae |
|  |                 |
|  | Saxifragaceae   |
|  |                 |

|  | Tetracarpaeaceae                                              |
|  |                                                               |
|  | \| \| Penthoraceae \| \| \| \| \| \| Haloragaceae \| \| \| \| |
|  |                                                               |
|  | Penthoraceae                                                  |
|  |                                                               |
|  | Haloragaceae                                                  |
|  |                                                               |

|  | Penthoraceae |
|  |              |
|  | Haloragaceae |
|  |              |

|  | Tetracarpaeaceae                                              |
|  |                                                               |
|  | \| \| Penthoraceae \| \| \| \| \| \| Haloragaceae \| \| \| \| |
|  |                                                               |
|  | Penthoraceae                                                  |
|  |                                                               |
|  | Haloragaceae                                                  |
|  |                                                               |

|  | Penthoraceae |
|  |              |
|  | Haloragaceae |
|  |              |

|  | Tetracarpaeaceae                                              |
|  |                                                               |
|  | \| \| Penthoraceae \| \| \| \| \| \| Haloragaceae \| \| \| \| |
|  |                                                               |
|  | Penthoraceae                                                  |
|  |                                                               |
|  | Haloragaceae                                                  |
|  |                                                               |

|  | Penthoraceae |
|  |              |
|  | Haloragaceae |
|  |              |

|  | Tetracarpaeaceae                                              |
|  |                                                               |
|  | \| \| Penthoraceae \| \| \| \| \| \| Haloragaceae \| \| \| \| |
|  |                                                               |
|  | Penthoraceae                                                  |
|  |                                                               |
|  | Haloragaceae                                                  |
|  |                                                               |

|  | Penthoraceae |
|  |              |
|  | Haloragaceae |
|  |              |

|  | Pterostemonaceae |
|  |                  |
|  | Iteaceae         |
|  |                  |

|  | Grossulariaceae |
|  |                 |
|  | Saxifragaceae   |
|  |                 |

|  | Pterostemonaceae |
|  |                  |
|  | Iteaceae         |
|  |                  |

|  | Grossulariaceae |
|  |                 |
|  | Saxifragaceae   |
|  |                 |

|  | Hamamelidaceae                                                         |
|  |                                                                        |
|  | \| \| Cercidiphyllaceae \| \| \| \| \| \| Daphniphyllaceae \| \| \| \| |
|  |                                                                        |
|  | Cercidiphyllaceae                                                      |
|  |                                                                        |
|  | Daphniphyllaceae                                                       |
|  |                                                                        |

|  | Cercidiphyllaceae |
|  |                   |
|  | Daphniphyllaceae  |
|  |                   |

|  | Hamamelidaceae                                                         |
|  |                                                                        |
|  | \| \| Cercidiphyllaceae \| \| \| \| \| \| Daphniphyllaceae \| \| \| \| |
|  |                                                                        |
|  | Cercidiphyllaceae                                                      |
|  |                                                                        |
|  | Daphniphyllaceae                                                       |
|  |                                                                        |

|  | Cercidiphyllaceae |
|  |                   |
|  | Daphniphyllaceae  |
|  |                   |

|  | Hamamelidaceae                                                         |
|  |                                                                        |
|  | \| \| Cercidiphyllaceae \| \| \| \| \| \| Daphniphyllaceae \| \| \| \| |
|  |                                                                        |
|  | Cercidiphyllaceae                                                      |
|  |                                                                        |
|  | Daphniphyllaceae                                                       |
|  |                                                                        |

|  | Cercidiphyllaceae |
|  |                   |
|  | Daphniphyllaceae  |
|  |                   |

|  | Hamamelidaceae                                                         |
|  |                                                                        |
|  | \| \| Cercidiphyllaceae \| \| \| \| \| \| Daphniphyllaceae \| \| \| \| |
|  |                                                                        |
|  | Cercidiphyllaceae                                                      |
|  |                                                                        |
|  | Daphniphyllaceae                                                       |
|  |                                                                        |

|  | Cercidiphyllaceae |
|  |                   |
|  | Daphniphyllaceae  |
|  |                   |

|  | Tetracarpaeaceae                                              |
|  |                                                               |
|  | \| \| Penthoraceae \| \| \| \| \| \| Haloragaceae \| \| \| \| |
|  |                                                               |
|  | Penthoraceae                                                  |
|  |                                                               |
|  | Haloragaceae                                                  |
|  |                                                               |

|  | Penthoraceae |
|  |              |
|  | Haloragaceae |
|  |              |

|  | Tetracarpaeaceae                                              |
|  |                                                               |
|  | \| \| Penthoraceae \| \| \| \| \| \| Haloragaceae \| \| \| \| |
|  |                                                               |
|  | Penthoraceae                                                  |
|  |                                                               |
|  | Haloragaceae                                                  |
|  |                                                               |

|  | Penthoraceae |
|  |              |
|  | Haloragaceae |
|  |              |

|  | Tetracarpaeaceae                                              |
|  |                                                               |
|  | \| \| Penthoraceae \| \| \| \| \| \| Haloragaceae \| \| \| \| |
|  |                                                               |
|  | Penthoraceae                                                  |
|  |                                                               |
|  | Haloragaceae                                                  |
|  |                                                               |

|  | Penthoraceae |
|  |              |
|  | Haloragaceae |
|  |              |

|  | Tetracarpaeaceae                                              |
|  |                                                               |
|  | \| \| Penthoraceae \| \| \| \| \| \| Haloragaceae \| \| \| \| |
|  |                                                               |
|  | Penthoraceae                                                  |
|  |                                                               |
|  | Haloragaceae                                                  |
|  |                                                               |

|  | Penthoraceae |
|  |              |
|  | Haloragaceae |
|  |              |

|  | Pterostemonaceae |
|  |                  |
|  | Iteaceae         |
|  |                  |

|  | Grossulariaceae |
|  |                 |
|  | Saxifragaceae   |
|  |                 |

|  | Pterostemonaceae |
|  |                  |
|  | Iteaceae         |
|  |                  |

|  | Grossulariaceae |
|  |                 |
|  | Saxifragaceae   |
|  |                 |

|  | Tetracarpaeaceae                                              |
|  |                                                               |
|  | \| \| Penthoraceae \| \| \| \| \| \| Haloragaceae \| \| \| \| |
|  |                                                               |
|  | Penthoraceae                                                  |
|  |                                                               |
|  | Haloragaceae                                                  |
|  |                                                               |

|  | Penthoraceae |
|  |              |
|  | Haloragaceae |
|  |              |

|  | Tetracarpaeaceae                                              |
|  |                                                               |
|  | \| \| Penthoraceae \| \| \| \| \| \| Haloragaceae \| \| \| \| |
|  |                                                               |
|  | Penthoraceae                                                  |
|  |                                                               |
|  | Haloragaceae                                                  |
|  |                                                               |

|  | Penthoraceae |
|  |              |
|  | Haloragaceae |
|  |              |

|  | Tetracarpaeaceae                                              |
|  |                                                               |
|  | \| \| Penthoraceae \| \| \| \| \| \| Haloragaceae \| \| \| \| |
|  |                                                               |
|  | Penthoraceae                                                  |
|  |                                                               |
|  | Haloragaceae                                                  |
|  |                                                               |

|  | Penthoraceae |
|  |              |
|  | Haloragaceae |
|  |              |

|  | Tetracarpaeaceae                                              |
|  |                                                               |
|  | \| \| Penthoraceae \| \| \| \| \| \| Haloragaceae \| \| \| \| |
|  |                                                               |
|  | Penthoraceae                                                  |
|  |                                                               |
|  | Haloragaceae                                                  |
|  |                                                               |

|  | Penthoraceae |
|  |              |
|  | Haloragaceae |
|  |              |

|  | Pterostemonaceae |
|  |                  |
|  | Iteaceae         |
|  |                  |

|  | Grossulariaceae |
|  |                 |
|  | Saxifragaceae   |
|  |                 |

|  | Pterostemonaceae |
|  |                  |
|  | Iteaceae         |
|  |                  |

|  | Grossulariaceae |
|  |                 |
|  | Saxifragaceae   |
|  |                 |

In der Ordnung der Saxifragales sind Stellungen der einzelnen Familien durch molekulargenetische Daten klar belegt. Früher waren allerdings diese Familien in ganz unterschiedliche Ordnungen eingegliedert, denn sie unterscheiden sich in ihrer Morphologie teilweise sehr. Früher wurden etwa die Steinbrechgewächse (Saxifragaceae) zur Ordnung der Rosenartigen (Rosales) gezählt.
Im oben wiedergegebenen Kladogramm haben die chlorophylllosen Wurzelparasiten der Cynomoriaceae noch keinen Platz gefunden. Isoliert in diesem Kladogramm stehen die verholzenden Peridiscaceae. Die verholzenden Taxa Paeoniaceae, Altingiaceae, Hamamelidaceae, Cercidiphyllaceae, Daphniphyllaceae bilden eine gesicherte Klade. Die Familien Crassulaceae, Aphanopetalaceae, Tetracarpaeaceae, Penthoraceae, Haloragaceae bilden ebenfalls eine gesicherte Klade. Pterostemonaceae mit Iteaceae und Grossulariaceae mit Saxifragaceae sind jeweils Schwestergruppen und bilden zusammen eine Klade.